# هوربروخ
هوربروخ (به آلمانی: Horbruch) یک شهر در آلمان است که در بیرکنفلد واقع شده‌است.